# Deuxième invasion napoléonienne du Portugal
Cet article aborde dans le détail un épisode de la Guerre péninsulaire du Portugal

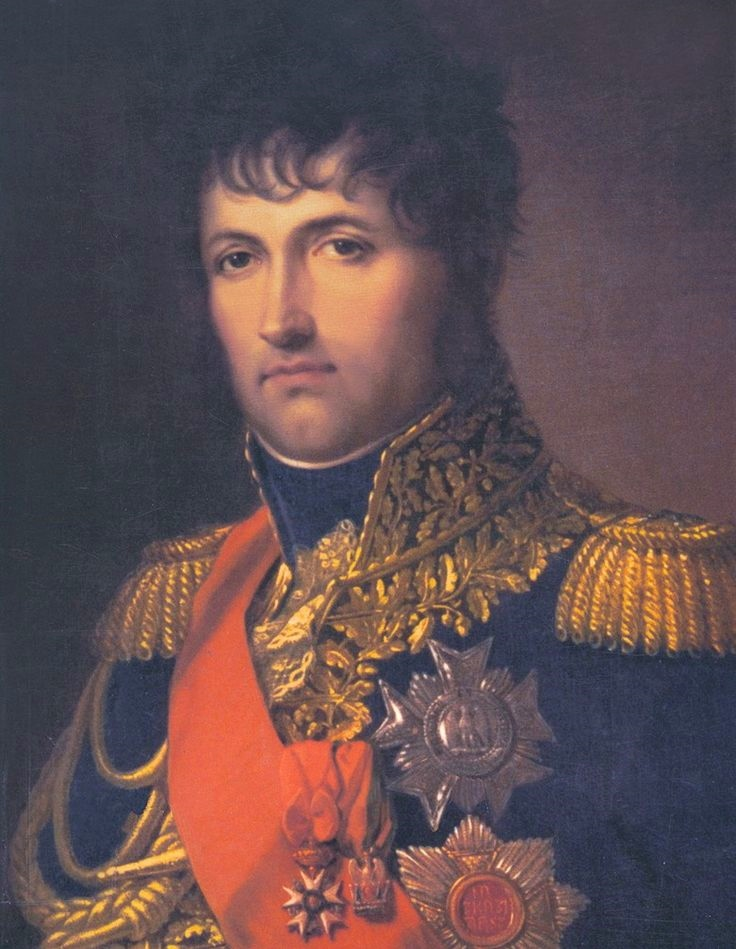
Le maréchal Jean-de-Dieu Soult, duc de Dalmatie et commandant en chef les troupes françaises.

La deuxième invasion napoléonienne du Portugal, opposant les forces portugaises et britanniques à celles de l'Empire français, débute en février 1809 et se termine après la bataille de Porto le 12 mai 1809.

## Antécédents
Après la signature de la convention de Cintra qui marque la fin de la première invasion française, les généraux Dalrymple, Burray et Wellesley sont appelés à Londres afin d'être entendus par une commission d'enquête portant sur les termes de ce document. Le commandement des forces britanniques de la péninsule est confié au général John Moore le 6 octobre 1808. Lors du congrès d'Erfurt (27 septembre-14 octobre 1808), les termes du traité de Tilsit signé en 1807 sont réaffirmés par Napoléon et Alexandre Ier de Russie. L'empereur français est désormais libre de s'occuper de l'Espagne et de résoudre la question de la péninsule Ibérique. Il entre en Espagne le 4 novembre avec une force supérieure à 200 000 hommes.
Cette grande offensive, dirigée par l'Empereur lui-même, amène Moore à se diriger vers l'Espagne avec la majeure partie des forces britanniques présentes au Portugal afin d'affronter la menace au côté des troupes espagnoles. La campagne se termine avec la retraite des troupes britanniques de Galice après la bataille de La Corogne le 16 janvier 1809. Cependant, Napoléon doit rentrer en France pour faire face aux Autrichiens qui mobilisent et menacent d'entrer en guerre : il confie alors la poursuite de l'armée britannique au IIe corps sous le commandement du maréchal Jean-de-Dieu Soult. Ce dernier a reçu l'ordre de Napoléon de marcher sur Porto dès l'embarquement des troupes britanniques à La Corogne, la ville devant être occupée le 1er février. Dix jours plus tard le IIe corps doit être à Lisbonne. Le Ier corps (depuis Mérida, à 65 km de Badajoz), sous le commandement du maréchal Claude Victor-Perrin, est chargé d'envoyer une colonne en direction de Lisbonne au moment où Soult arrivera à proximité de la capitale portugaise. Par ailleurs, sa 2e division commandée par le général Lapisse, située à Salamanque, a ordre de marcher sur Ciudad Rodrigo et Almeida une fois informée de l'arrivée de Soult à Porto.   
Le plan de Napoléon oublie cependant de prendre en compte les conditions météorologiques et le mauvais état des routes qui ne permettent pas de mouvements rapides des troupes. Il ne prévoit pas non plus l'action des forces irrégulières qui, ne pouvant arrêter l'avancée d'une force expérimentée, disciplinée et bien équipée, peuvent tout au moins lui porter des coups, retarder sa marche et mettre en danger ses lignes de communications. Ce plan ne peut fonctionner sans une communication efficace entre les différents corps d'armée éloignés entre eux de plusieurs dizaines de kilomètres ; or, cette communication est rendue pratiquement impossible à moins que toute correspondance ne se voit protégée par une grosse escorte. Soult quitte La Corogne pour se diriger vers Ferrol qui se soumet sans difficulté le 26 janvier 1809. La volonté de la population de résister aux Français se heurte au manque de détermination du commandement militaire. Vigo et Tui connaissent le même sort. Le 2 février, l'avant-garde de Soult atteint la rive nord du Minho mais les troupes françaises attendent d'être au complet le 16 février pour entrer au Portugal.

## Première tentative
La première tentative de Soult d'entrer au Portugal est menée entre Camposancos (sur la rive nord du Minho, à près de 3 km de son estuaire) et Caminha (sur la rive sud). La traversée s'effectue grâce aux barques des pêcheurs qui permettent à peine de transporter 300 hommes à la fois. Les forces irrégulières portugaises qui surveillent depuis la rive sud ouvrent le feu ; seules 3 embarcations parviennent à destination avec une trentaine d'hommes aussitôt capturés.   
Soult abandonne l'idée de traverser le Minho et donne l'ordre à ses unités de marcher en direction d'Ourense, puis de Chaves à travers la vallée du Tâmega. Après un voyage marqué par des affrontements avec les insurgés espagnols, les premières forces atteignent Ourense le 20 février où le pont resté intact leur permet enfin de traverser. Ce n'est que le 24 février que les troupes se trouvent rassemblées. Soult maintient son quartier général à Ourense pendant 9 jours afin de pouvoir approvisionner les troupes et réparer les équipements. Le départ est prévu pour le 4 mars.

## Chaves
Le 4 mars, l'armée française quitte Ourense vers Allariz puis vers Monterrei, où elle attend encore 3 jours le rassemblement des troupes. Le 10 mars, elle reprend sa marche en direction de Chaves avec des troupes sur les deux rives du Tâmega. Les forces espagnoles du marquis de La Romana se sont retirées de la région et le brigadier Silveira, gouverneur militaire de Trás-os-Montes, est resté seul face à l'envahisseur. Les autres forces portugaises se trouvent alors à Braga et à Porto sous le commandement du général Bernardim Freire de Andrade, gouverneur militaire de Porto ; il a été décidé qu'elles ne se joindront pas à Silveira.  
Devant l'impossibilité de résister aux Français, Silveira retire ses troupes vers les positions de São Pedro de Agostém, au sud de Chaves. Cependant, les nombreuses forces irrégulières qui l'accompagnent, ainsi qu'une partie du 12e régiment d'infanterie de Chaves, décident de défendre la place. Soult s'en prend d'abord aux forces de Silveira à São Pedro et les oblige à se retirer vers Vila Real. Fragilisés par cette situation, les défenseurs de Chaves se rendent le 12 mars. Soult fait de Chaves sa base pour les futures opérations au Portugal. Il décide alors de poursuivre vers Porto à travers la Serra da Cabreira et de suivre la vallée du Cávado en passant par Ruivães et Salamonde. Il espère ainsi éviter les forces du général Silveira et un territoire plus facile à défendre. Avec l'itinéraire choisi, après Salomonde, il doit rejoindre Braga pour ensuite disposer d'une route en bon état jusqu'à Porto.

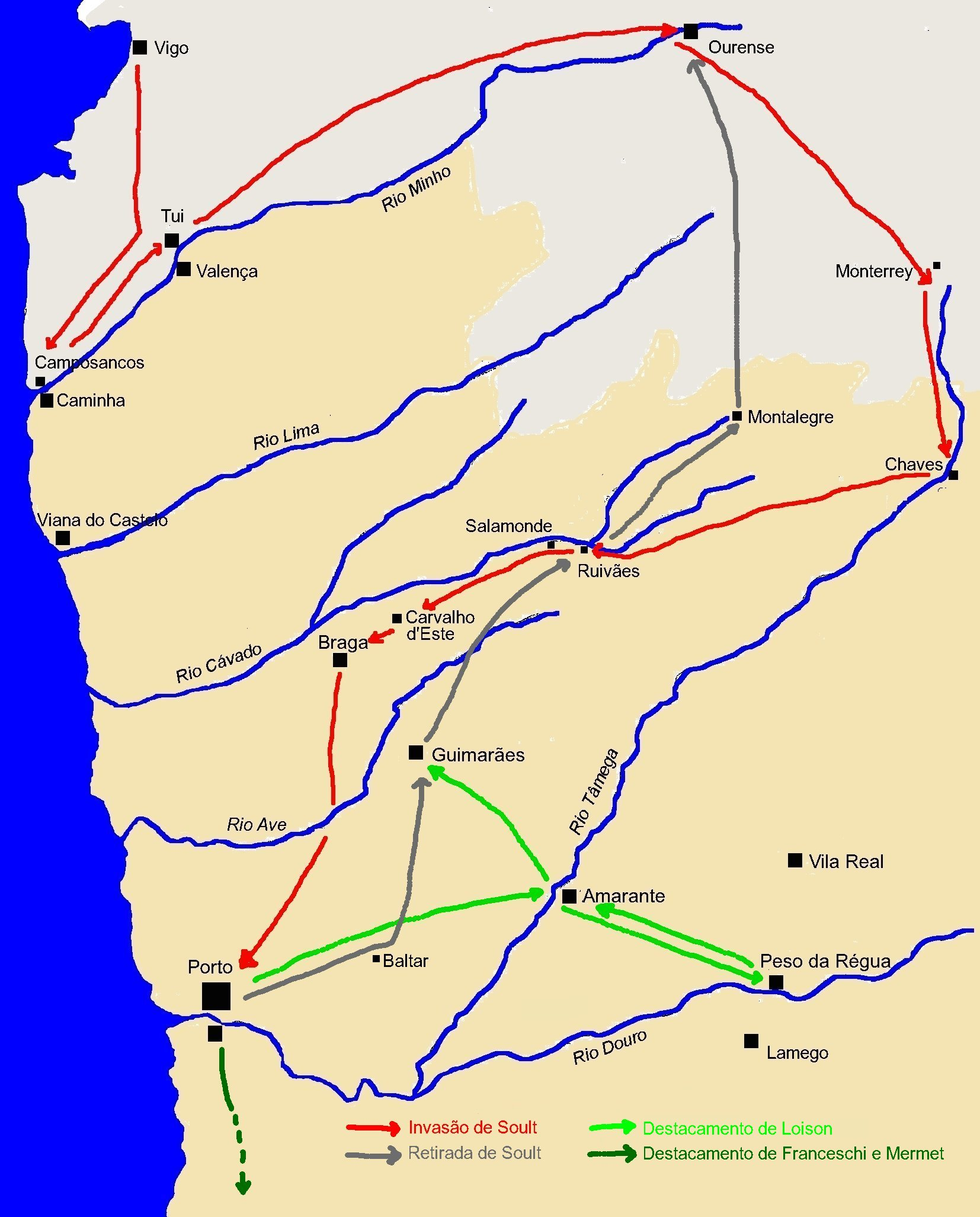
Principaux mouvements des forces françaises lors de la deuxième invasion française du Portugal.

## Braga
Le général Bernardim Freire se contente de poster des sentinelles sur les positions de Ruivães et de Salamonde dont les défenses sont solides. Il demande leur aide à l'évêque de Porto et à la régence : le premier lui envoie le 2e bataillon de la légion royale lusitane commandée par le baron d'Eben mais les renforts envoyés de Lisbonne — deux bataillons — tardent à traverser le Douro. Bernardim Freire, peu confiant dans ses troupes indisciplinées et mal équipées, décide d'envoyer vers l'arrière l'artillerie et les vivres afin de rejoindre les défenseurs de Porto. Cet acte est vu comme une trahison par la population de la région et Bernardim Freire est assassiné.
De leur côté, les troupes de Soult quittent Chaves et se dirigent sur Braga le 14 mars. Le maréchal envoie un détachement en direction de Vila Real pour tenir éloignées les forces du général Silveira, tandis que le corps de cavalerie du général Franceschi-Delonne et la division Delaborde avancent en se débarrassant facilement des foyers de résistance rencontrés jusque dans les plus petits villages. Parmi les combattants se trouvent aussi bien des hommes que des femmes, des jeunes, des vieillards, des hommes d'église et des paysans. Dans le village de Carvalho d'Este, à un peu moins de 10 km de Braga, sur les collines qui dominent chaque côté de la route, une troupe hétérogène de près de 25 000 Portugais tente d'arrêter l'avancée française malgré ses faibles moyens, mais la bataille de Carvalho d'Este, le 20 mars 1809, est rapidement remportée par les troupes impériales qui s'emparent alors de Braga.

## Porto
Après l'occupation de Braga, Soult reprend sa marche en direction de Porto. De nouveau, il est confronté aux forces improvisées portugaises qui font résistance sur le Ave, à Ponte d'Ave et Trofa, sans pour autant réussir à empêcher le passage des forces françaises. Le 27 mars, Soult découvre Porto et les travaux de fortification de la ville. La ville est alors défendue par une ligne de tranchées et d'artillerie qui s'étend sur près de 10 km, au sommet des collines qui dominent la ville, depuis le fort São João Baptista da Foz jusqu'à la chapelle de Bonfim (où se trouve aujourd'hui l'église paroissiale). Les travaux de défense sont effectués sous la direction d'officiers du génie portugais et britanniques. 200 affûts d'artillerie et des barricades sont placés dans les principales rues de la ville, le tout sous la garde d'une armée nombreuse. Les forces réunies pour la défense de Porto comportent près de 5 000 hommes de troupes régulières, dont une majorité de jeunes recrues, trois ou quatre régiments de milices mal équipées et indisciplinées ainsi qu'un nombre élevé de citoyens, peu armés, dépourvus de disciplines et sans expérience militaire. L'effectif de cette armée n'est pas connue avec précision mais on l'estime au moins à 30 000 hommes. 
Les Portugais refusent les propositions de reddition faites par Soult. Le 28 mars 1809 débute donc la bataille de Porto. Une nouvelle fois, le manque d'efficacité des forces improvisées coûte cher aux Portugais. La défense ne résiste pas et la ville tombe aux mains des Français. L'affrontement se prolonge dans la ville autour des barricades successives levées dans chaque rue, mais en vain. Outre les atrocités perpétuées sur la population, l'épisode désastreux du pont de barques jeté sur le Douro, qui provoque des milliers de morts, reste dans les mémoires. Après l'occupation de Porto, Soult envoie des troupes au sud du Douro formées par la cavalerie de Franceschi et l'infanterie de Mermet.

## Réorganisation de l'armée portugaise et unification des états-majors anglais et portugais
Au moment où les Français lancent la seconde invasion du Portugal en février 1809, l'armée portugaise se trouve dans une situation chaotique. Démantelée par Junot en février 1808, elle est privée du gros de ses troupes expérimentées et de ses meilleurs cadres, exilés au Brésil ou réquisitionnés dans la légion portugaise napoléonienne. Afin d'empêcher toute résistance, les Français ont confisqué l'essentiel de son armement et dissout les milices populaires évoluant à sa marge. En dépit des mesures rapides prises à l'été 1808 par le gouverneur des armées de la région militaire de Porto, Bernardim Freire de Andrade, ainsi que par son cousin le gouverneur Miguel Pereira Forjaz, pour recréer et réorganiser les forces armées en métropole, les responsables portugais prennent rapidement conscience dans l'urgence de la situation que les réformes effectuées de l'intérieur ne suffisent pas. La petite armée des opérations de l'Estrémadure (Exército de Operações da Estremadura) mène toutefois des interventions décisives sur le flanc gauche des forces britanniques en 1808. En outre, des attaques coordonnées des forces de Freire de Andrade et du général portugais Bacelar empêchent la jonction des corps d'armée du général Loison et du général Delaborde, ce qui permet les victoires anglo-portugaises à la bataille de Roliça le 17 août 1808 et à la bataille de Vimeiro, le 21 août 1808.   
De son côté, le haut commandement anglais fait le même constat. Dès l'été 1808, tout en reconnaissant la force de volonté, le courage et le patriotisme des troupes portugaises levées par le gouverneur Freire de Andrade, Wellesley est convaincu qu'en raison de leur manque d'encadrement compétent et d'expérience, elles ne sont pas en mesure de faire face seules aux Français. Il utilise dès lors tous les prétextes pour ralentir leur marche, surtout en cas d'arrêt à Leiria, dans le centre du pays, afin qu'elles puissent compléter leur entraînement. Soucieuse d'accélérer la reconstitution et la mise à niveau de l'armée portugaise, la régence sollicite en 1809 l'aide du Royaume-Uni pour mener à bien la réforme et faire face aux nouvelles menaces. Formés aux techniques et aux méthodes de commandement les plus modernes, les Anglais disposent à l'époque de moyens financiers et d'une réserve d'officiers inédits, bien supérieurs à ceux de l’État portugais sur le sol européen. Le 7 mars 1809, le prince régent Jean VI de Portugal place les forces armées portugaises de la métropole sous le commandement du major-général anglais William Carr Beresford qui est nommé généralissime, avec le titre de maréchal du Portugal,. Rapidement, profitant de la réforme initiée à l'été 1808 par les gouverneurs Freire de Andrade et Pereira Forjaz, celui-ci réorganise et modernise en profondeur l'armée portugaise, qui conserve cependant ses propres généraux et officiers. Son but, alors même que les forces françaises traversent la frontière au nord de Chaves, est de l'adapter rapidement au service de campagne de l'armée britannique.   
Afin de pallier l'absence de commandement qualifié et de renouveler les cadres de l'armée du Portugal, souvent trop âgés et inefficaces, Beresford recourt à des officiers britanniques pour encadrer les troupes portugaises, ayant les pleins pouvoirs pour nommer et démettre (hire and fire) ses subordonnés. De nombreux officiers britanniques viennent à cette occasion prêter main-forte à l'armée portugaise afin de former ses troupes et ses nouveaux cadres. Beresford crée les dépôts de recrutement de Peniche, Mafra et Salvaterra. Il organise la distribution d'armes nouvelles et d'équipements. Il impose aux Portugais un entraînement « à la prussienne » (à prussiana), et des manœuvres « à l'anglaises » (à inglesa). Il introduit les « ordres du jour » (Ordens do Dia) pour informer les soldats des armées et améliorer la discipline. Désirant imposer son autorité et tenant de l'avancement au mérite, il émet des mandats de prison et d'exécution sommaire, sans jugement en tribunal militaire, ainsi que des félicitations et des promotions au mérite. João Pedro Ribeiro le qualifie de « modérateur et animateur de l'armée » (moderador e animador do exército). Cette réorganisation ne concerne au départ que le centre et le sud du pays, le reste des troupes étant occupé à résister aux troupes de Soult. Elle s'étend cependant rapidement à l'ensemble du territoire. Achevant l'unification des états-majors portugais et britanniques, le 29 avril 1809, Jean VI nomme Arthur Wellesley maréchal général et autorité suprême de l'armée du Portugal. Devenu commandant en chef de toutes les forces britanniques au Portugal depuis la mort de Moore en janvier 1809, celui-ci prend alors le commandement unifié des armées portugaise et britannique, dès lors appelées armée anglo-portugaise.
Lorsque, deux mois plus tard, les forces portugaises et britanniques se concentrent pour expulser les troupes françaises du Portugal, Beresford dispose de dix régiments d'infanterie réorganisés, dont certains sont composés à peine d'un bataillon, trois bataillons de chasseurs (créés par Forjaz) et trois régiments de cavalerie incomplets, avec des officiers portugais formés aux méthodes britanniques. Certains de ces bataillons interviennent directement au sein de brigades britanniques.

## La défense d'Amarante
Dans la région de Trás-os-Montes, le long du Douro, les communications des troupes françaises avec l'Espagne sont coupées par les troupes du brigadier Silveira. Obligé de quitter Chaves, celui-ci dirige ses troupes vers Vila Real avant d'apprendre que Soult se dirige vers Braga. Il réunit alors ses troupes régulières et irrégulières et encercle la garnison française. Celle-ci se rend après cinq jours de siège. Silveira se dirige ensuite vers Amarante où il reçoit le soutien de nombreux fugitifs ayant fui Porto, ainsi que de nombreuses ordonnances réunies dans la région de Chaves. Son armée compte alors presque 10 000 hommes.  
Les forces de Silveira occupent bientôt la rive gauche (est) du Tâmega. Ils installent des tranchées et certains obstacles sur les ponts et les gués de cette rivière. Lorsque le détachement de Loison, que Soult a envoyé pour établir le contact avec les forces de Lapisse, atteint le Tâmega, il trouve les passages défendus par les troupes de Silveira. La défense du pont d'Amarante demeure l'action la plus significative de celles menées pour freiner l'avancée des troupes françaises. Entre le 7 avril et le 2 mai, les forces portugaises parviennent à empêcher le passage des troupes françaises sur l'autre rive du Tâmega et, surtout, elles parviennent ainsi à immobiliser durant tout ce temps une partie importante de l'armée de Soult qui, après le renforcement par deux fois du détachement de Loison, compte maintenant près de 9 000 hommes. Les troupes françaises finissent par traverser le Tâmega mais l'action des forces de Silveira combinée à celle de la colonne commandée par Beresford, ayant quitté Coimbra début mai et atteint Peso da Régua le 10, finit par les contraindre à faire demi-tour. Le 12 mai, lorsque les forces de Wellesley entrent à Porto, Loison initie son retrait d'Amarante vers Guimarães. Ce même jour, Soult entame sa retraite vers la Galice.

## Intervention britannique
Les forces britanniques restées au Portugal après le départ du général Moore pour la malheureuse campagne qui se conclut avec la bataille de la Corogne, se sont pas préparées pour affronter les Français, de par leurs effectifs mais aussi le caractère de leur commandant, John Cradock. Des renforts sont donc envoyés ainsi qu'un nouveau commandant : le lieutenant-général Arthur Wellesley, le vainqueur de Vimeiro. Wellesley arrive à Lisbonne le 21 avril 1809. Son plan consiste à avancer avec le gros des troupes en direction de Porto, aussi rapidement que possible, de manière à atteindre cette ville avant que Soult puisse réunir son armée. De là, il envisage d'envoyer une colonne sous le commandement de Beresford traverser le Douro à Lamego afin de s'unir aux forces de Silveira et couper ainsi la retraite de Soult à travers le Trás-os-Montes en direction de Salamanque.
La colonne qui doit marcher sur Porto sous le commandement direct de Wellesley, avec près de 18 000 hommes, est constituée de :
- 6 brigades d'infanterie britanniques
- 1 brigade allemande de la King's German Legion (KGL)
- les 10e et 6e régiments d'infanterie portugais de Lisbonne
- 3 régiments de cavalerie britanniques
- 1 régiment de cavalerie de la KGL
- 4 brigades d'artillerie — 550 artilleurs et 24 canons.

La cavalerie compte au total 1 504 chevaux. Les régiments d'infanterie portugais sont répartis parmi les brigades anglaises. Celles-ci n'étaient pas encore organisées en divisions, même s'il est établi que les brigades de Richard Stewart et de Murray doivent agir ensemble sous le commandement d'Edward Paget. De même, les deux brigades Champbell et la brigade Sontag doivent agir de concert sous le commandement du général Sherbrooke tandis que les brigades de Hill et de Cameron restent sous le commandement de Hill.

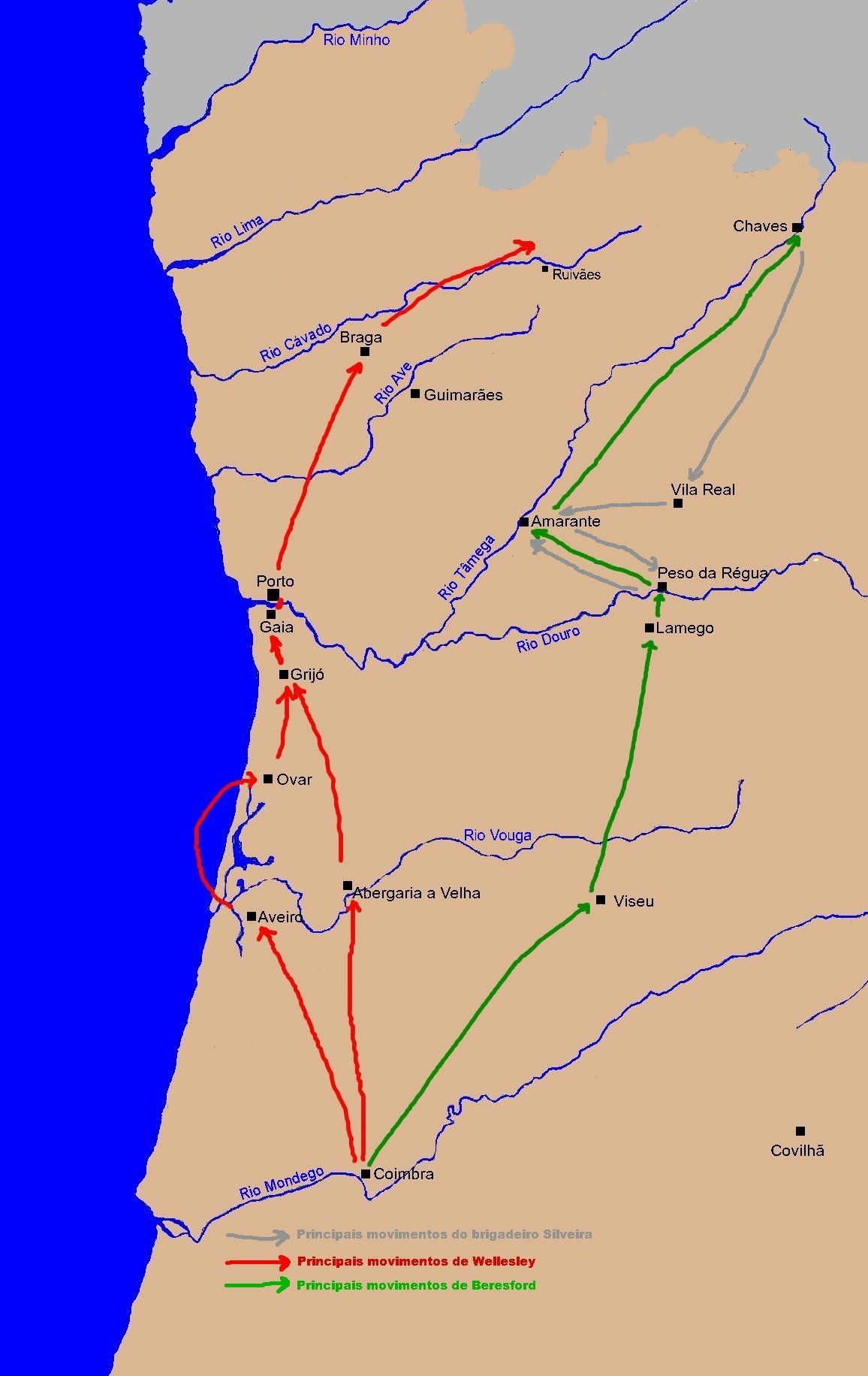
Principaux mouvements des forces anglo-portugaises lors de la deuxième invasion française du Portugal.

La colonne sous le commandement de Beresford, avec près de 5 800 hommes, est constituée de :
- 1 brigade d'infanterie britannique sous le commandement du major-général Christopher Tilson, constituée de trois bataillons — 1 439 baïonnettes
- 1 brigade d'infanterie portugaise composée de 5 bataillons : le 2e bataillon du 1er régiment de Lisbonne, les 1er et 2e bataillons du 7e régiment de Setúbal et les 1er et 2e bataillons du 19e régiment de Cascais.
- 1 corps de cavalerie constitué du 4e escadron du 14th Light Dragoons et par trois escadrons du 1er régiment de cavalerie d'Alcantara — 457 sabres
- Artillerie constituée de deux brigades portugaises.

Outre ces corps d'armée, Wellesley envoie une troupe sous le commandement du major-général Alex Radoll Mackenzie (commandant de la 2e brigade d'infanterie) pour empêcher l'éventuelle avancée du Ier corps du maréchal Victor sur Lisbonne à travers la vallée du Tage ou par le sud. Cette force est constituée comme suit :
- 2e brigade d'infanterie britannique — 4 bataillons
- Brigade d'infanterie portugaise — 9 bataillons d'infanterie de ligne et 3 bataillons de chasseurs
- Brigade de cavalerie britannique — 2 régiments de dragons
- Brigade de cavalerie portugaise — 2 régiments de dragons, 5 escadrons
- 1 batterie d'artillerie britannique
- 2 batteries d'artillerie portugaises.

La colonne de Beresford initie son mouvement vers le nord le 6 mai, atteint Viseu le 8 et unit ses troupes à celles du brigadier Silveira le 10. La colonne de Wellesley entame son mouvement le 7 mai et se divise en deux : 5 brigades d'infanterie et toute la cavalerie suivent l'itinéraire principal qui traverse Ponte de Vouga et Santa Maria da Feira, alors que les brigades de Hill et de Cameron suivent une route secondaire, longeant la côte et traversant Aveiro et Ovar. À la tête de la colonne principale, les milices portugaises sous le commandement du colonel Trant dissimulent le mouvement et s'informent sur celui des troupes ennemies.
Les brigades de Hill et de Cameron, en arrivant à Aveiro, traversent à l'aide des embarcations disponibles et atteignent Ovar dans une tentative de surprendre la cavalerie française de Franceschi qu'elles attaquent de flanc. La manœuvre échoue car derrière ce corps de cavalerie se trouvent les 11 bataillons d'infanterie de Mermet et il n'est pas aisé pour les Britanniques de transporter simultanément tout l'effectif de leurs deux brigades. La colonne principale établit le contact avec l'ennemi à Albergaria-a-Nova où se déroulent quelques échauffourées avant d'engager le combat à Grijó le 11 mai, déjà plus proche de Porto. Cette même nuit, les forces françaises de Franceschi et de Mermet traversent le Douro et détruisent le pont. Wellesley occupe la rive sud.
Le 12 mai, certaines unités de Wellesley parviennent à traverser le Douro dans une action surprise et à établir une tête de pont qui permet la traversée d'un nombre significatif d'unités. La bataille du Douro (1809) n'est pas particulièrement violente car Soult ordonne rapidement la retraite. Les troupes françaises prennent la route d'Amarante où Soult espère traverser le Tâmega et établir un contact avec Loison.

## Retraite française
Le 12 mai, Soult est en route vers Amarante, convaincu de pouvoir trouver le détachement commandé par Loison dont il n'a plus de nouvelles depuis le 7. À la nuit tombée, ils s'installent à Baltar, à mi-chemin entre Porto et Amarante. Il y apprend que Loison a quitté Amarante et se dirige vers Guimarães. Amarante se trouve à présent aux mains des forces portugaises. Le plan de Soult prévoyant un repli vers l'Espagne en direction de Salamanque est rendu caduc. Avec des forces ennemies à l'est et à l'ouest et le Douro au sud, le maréchal doit choisir entre poursuivre vers le nord, en traversant la Serra de Santa Catarina par des chemins difficiles encore à découvrir, ou affronter les forces portugaises à Amarante, risquant alors une attaque par derrière de la part de Wellesley qui le poursuit certainement depuis Porto. Il opte pour la première solution. 
La traversée de la Serra de Santa Catarina, faute de routes, se fait par des chemins dangereux, contraignant à abandonner tout ce qui ne peut être transporté à dos d'homme ou d'animal. Des ordres sont donnés afin que chaque homme ne transporte dans son paquetage que des vivres et des munitions. Les réserves de munitions et de poudre qu'il est possible de transporter sur les chevaux de l'artillerie sont dûment conditionnées et chargées. Les fûts de canon, les munitions et la poudre qui ne peuvent être transportés, les bagages et le fruit des pillages sont abandonnés afin de pouvoir suivre ce chemin d'habitude utilisé par les chèvres. La marche débute sous une pluie intense qui dure trois jours, rendant le voyage encore plus difficile mais les mettant à l'abri d'une observation ennemie. 
Les forces de Soult sortent de Baltar le matin du 13 mai. Le jour suivant, elles entrent en contact avec Loison qui se trouve à Guimarães. L'intention de Soult est de poursuivre vers Braga avant d'apprendre que Wellesley s'y trouve déjà. Il décide alors de poursuivre vers Chaves mais cette ville est déjà occupée par les unités de Beresford. Les principales routes de la retraite sont ainsi coupées. Il ne reste plus qu'à emprunter l'itinéraire le plus difficile. Il traverse le Cávado à Ponte Nova d'où il continue vers Montalegre où il parvient le 17 mai. Le jour suivant, il entreprend l'ascension du Gerês en direction d'Ourense en Espagne. Le 19, ils peuvent enfin s'y reposer et s'alimenter convenablement. Les forces britanniques et portugaises se contentent de le poursuivre jusqu'à Montalegre.

## Conséquences
Cette retraite se révèle pénible pour les troupes françaises et provoque la moitié des pertes subies depuis que Wellesley a traversé le Vouga et livré ses premiers combats. Les troupes françaises perdent près de 4 000 hommes dont beaucoup pour cause de maladie. De son côté, l'armée de Wellesley ne déplore que 500 pertes humaines. Wellesley rejoint ensuite le centre du pays avec ses troupes, l'armée de Victor se faisant menaçante en Estrémadure espagnole. Toutefois, les événements, notamment la bataille d'Alcantara à laquelle participent les troupes de la Leal Legião Lusitana, amènent Victor à évacuer l'Estrémadure. Wellesley entre alors en Espagne et engage peu après, aux côtés de l'armée espagnole du général Cuesta, la bataille de Talavera.